# Whitburn (West Lothian)
Whitburn ist eine Stadt in West Lothian, Schottland mit 10.527 Einwohnern. Sie liegt etwa in der Mitte zwischen den beiden größten Städten Schottlands: Glasgow liegt etwa 37 Kilometer westlich, Edinburgh etwa 35 Kilometer östlich von Whitburn. Der diese Städte verbindende M8 motorway führt im Norden an der Stadt vorbei.

## Bauwerke
In Whitburn befindet sich die Brucefield Church der Free Church of Scotland, ein moderner Kirchenbau aus dem Jahr 1965, der 2008 in die schottische Denkmalliste und dort in die höchste Kategorie A aufgenommen wurde. Damit gehört sie zu den bedeutendsten modernen Kirchenbauten Schottlands.
Die Whitburn Parish Kirk der Church of Scotland, im Wesentlichen aus dem 18. Jahrhundert, wurde 1980 in die Denkmalkategorie B der schottische Denkmalliste aufgenommen.

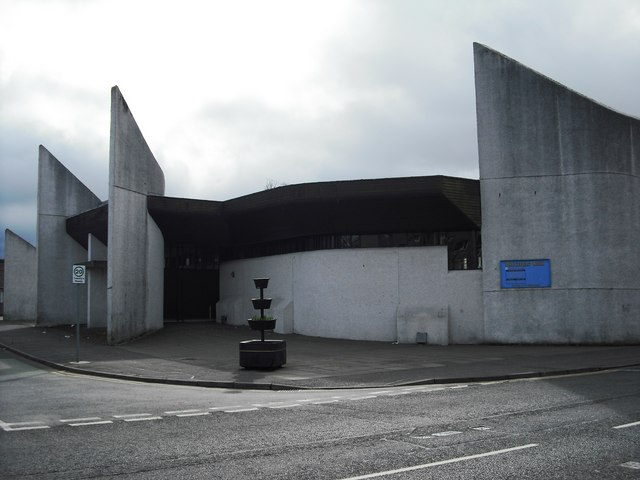
Brucefield Church
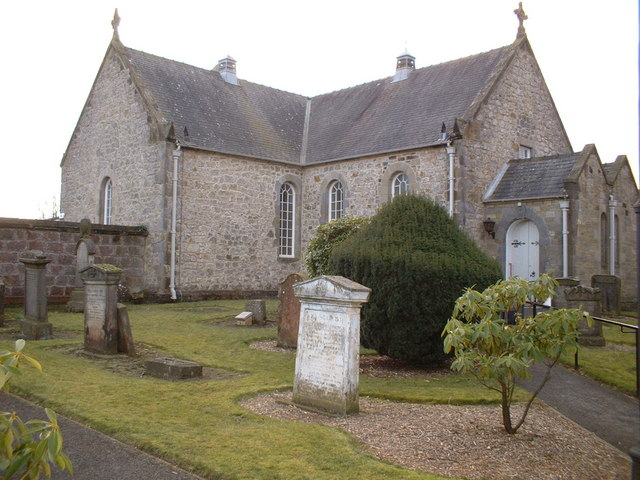
Whitburn Parish Kirk

## Töchter und Söhne der Stadt
- Audrey Cooper (* 1964), Beachvolleyball- und Volleyballspielerin sowie Trainerin
- Michael E. Rodgers (* 1969), Schauspieler und Synchronsprecher
- Michael Gallagher (* 1978), australischer Behindertenradsportler
- Leon Jackson (* 1988), Popsänger